# Armée prussienne

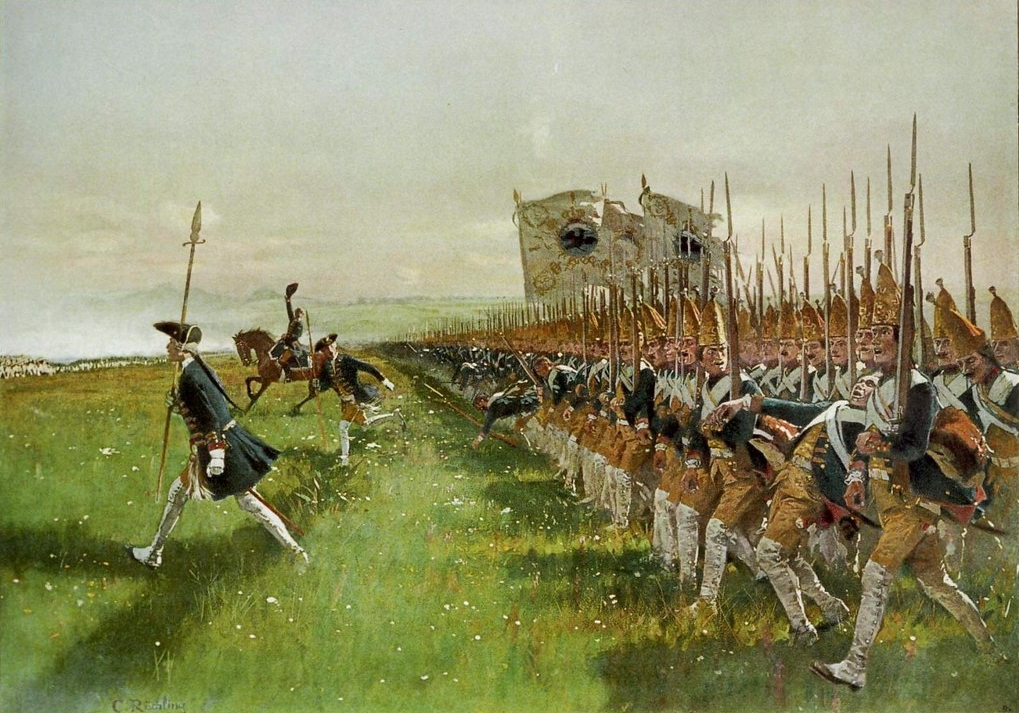
Bataille de Hohenfriedberg : Attaque de l'Infanterie prussienne, 4 juin 1745, par Carl Röchling.

L'Armée royale prussienne (allemand : Königlich Preußische Armee) est l'armée du royaume de Prusse. Ces forces armées sont essentielles dans l'affirmation du Brandebourg comme grande puissance européenne.
L'armée prussienne est fondée à partir des faibles forces mercenaires du Brandebourg pendant la guerre de Trente Ans. L'électeur Frédéric-Guillaume Ier de Brandebourg la transforme en une véritable armée de métier, puis le roi Frédéric-Guillaume Ier de Prusse accroît considérablement sa taille. Au XVIIIe siècle, le roi Frédéric le Grand conduit à la victoire ses troupes à la discipline de fer lors des guerres de Silésie et tient tête à une coalition austro-franco-russe lors de la guerre de Sept Ans.
L'armée est dépassée au début des guerres napoléoniennes et la Prusse est défaite par le Premier Empire français pendant la guerre de la quatrième Coalition. Puis, sous le commandement de Gerhard von Scharnhorst, les réformateurs prussiens commencent à moderniser l'armée, ce qui contribue grandement à la défaite de Napoléon Ier lors de la guerre de la sixième Coalition. Au lendemain des guerres napoléoniennes, les conservateurs arrêtent certaines des réformes et l'armée devient un bastion du gouvernement conservateur prussien.
L'Armée royale prussienne est à nouveau victorieuse dans les guerres du XIXe siècle, successivement contre le Danemark (guerre des Duchés), l'Autriche (guerre austro-prussienne) et la France (guerre franco-allemande de 1870), permettant à la Prusse d'unifier l'Allemagne et de créer l'Empire allemand en 1871. Son armée devient le cœur de l'Armée impériale allemande et se transforme après la Première Guerre mondiale en Reichswehr.

## L'armée du Grand Électeur (1640 -1713)

### Création de l'armée (1644)

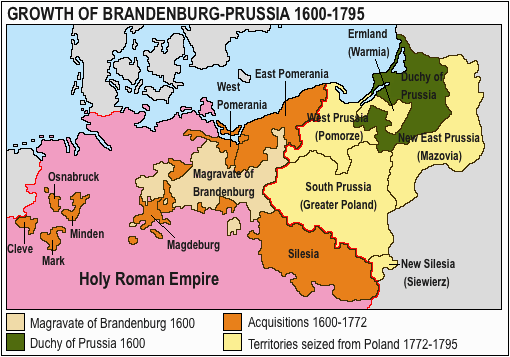
Expansion des territoires de Brandebourg-Prusse, 1600-1795

L'armée de la Prusse trouva son origine dans les forces armées unies créées pendant le règne de l'Électeur Frédéric-Guillaume Ier de Brandebourg du Margraviat de Brandebourg (1640-1688). Les Hohenzollern de Brandebourg-Prusse utilisaient auparavant les lansquenets (Landsknecht) mercenaires, comme pendant la guerre de Trente Ans, au cours de laquelle le Brandebourg fut dévasté. Les forces suédoises et impériales traversèrent et occupèrent le pays chaque fois qu'ils le voulurent. À la suite de son accession au trône, en décembre 1640, Frédéric-Guillaume entreprit de constituer une armée de métier pour mieux défendre son État.

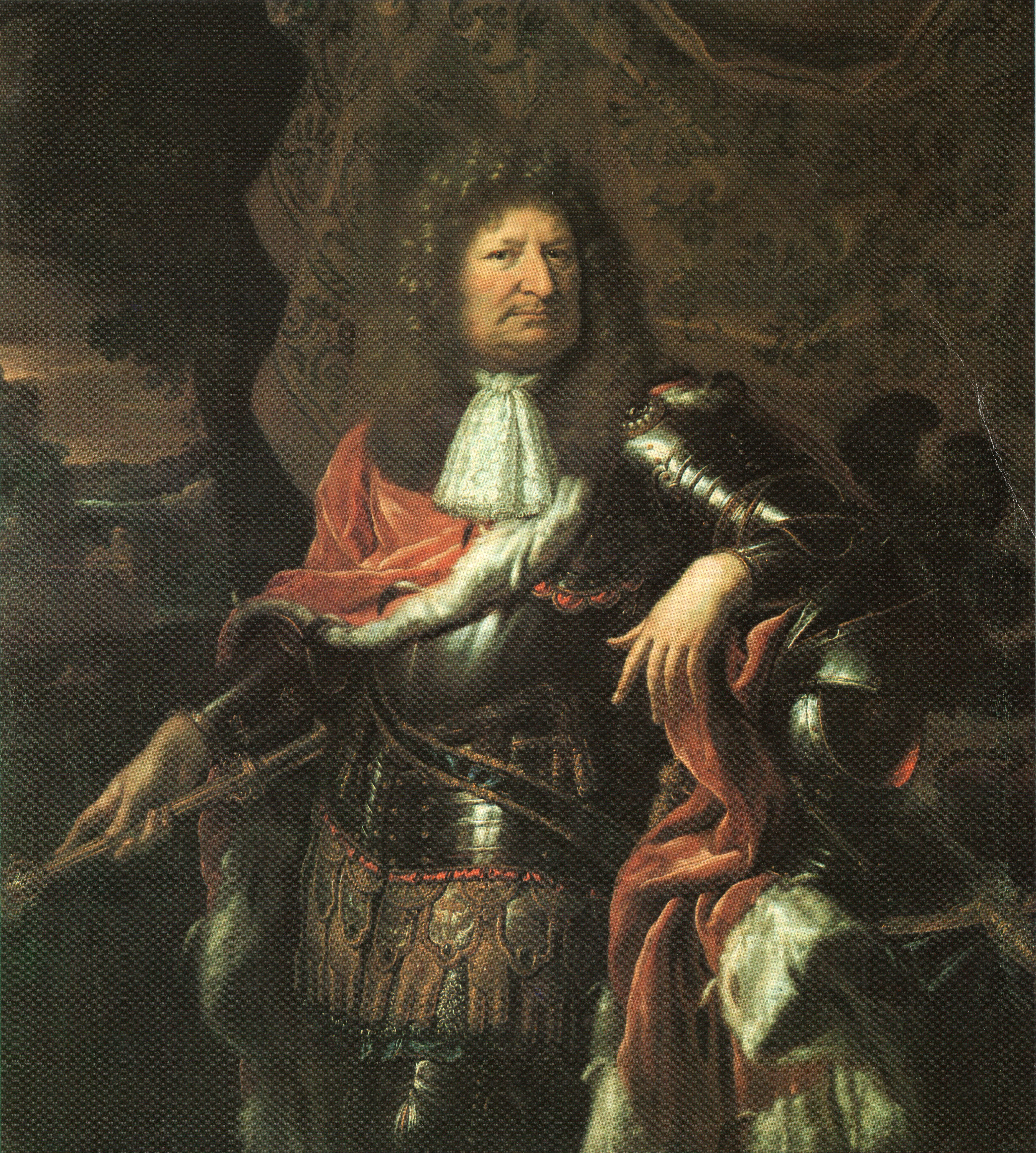
Frédéric-Guillaume, le « Grand Électeur », toile de Gédéon Romandon, v. 1687-1688.

Vers 1643-1644, l'armée en gestation comptait seulement 5 500 hommes de troupe, dont 500 mousquetaires dans la garde personnelle de Frédéric. Johann von Norprath, l'homme de confiance de l'Électeur, recruta des forces dans le duché de Clèves et constitua une armée de 3 000 soldats hollandais et allemands en Rhénanie en 1646. Les garnisons s'accrurent aussi lentement au Brandebourg et dans le duché de Prusse.
Frédéric rechercha aussi l'assistance de la France, le rival traditionnel des Habsbourg de la Maison d'Autriche, et commença à en recevoir des fonds. Il copia ses réformes sur celles de Louvois, le Ministre d'État du roi Louis XIV. La croissance de ses forces militaires permit à Frédéric-Guillaume de réaliser de considérables acquisitions territoriales lors du traité de Westphalie en 1648, malgré le relatif insuccès du Brandebourg pendant la guerre.
Les États provinciaux désirèrent alors une réduction de la taille de l'armée en temps de paix, mais l'Électeur détourna leur requête par des concessions politiques et des économies. En 1653, par le Recès de Brandebourg entre Frédéric-Guillaume et les États de Brandebourg, la noblesse fournit au souverain 530 000 thalers en échange de la confirmation de leurs privilèges. Les Junkers consolidèrent leur pouvoir politique aux dépens de la paysannerie. Enfin, lorsque l’armée devint suffisamment forte, Frédéric-Guillaume se sentit capable d’annexer les États du duché de Clèves, du comté de La Marck et du duché de Prusse.
Frédéric-Guillaume s’efforça de professionnaliser ses soldats dans cette époque de mercenaires. En plus de la création de nouveaux régiments et de la nomination des colonels, l’Électeur imposa des punitions très dures pour ceux qui violaient les règles, telles que la pendaison pour des faits de pillage. Les actes de violence commis par des officiers contre les civils entraînaient la révocation pour une année. Il développa une institution pour les cadets de la noblesse ; bien que les classes supérieures fussent d’abord réticentes à cette idée, l’intégration des nobles dans le corps des officiers en fit des alliés de long terme de la monarchie Hohenzollern. Parmi les Feldmarschall (maréchaux de camp) de Brandebourg-Prusse figurent de prestigieux militaires comme Derfflinger, Jean-Georges d'Anhalt-Dessau, Spaen et Sparr (de).

### Les campagnes du Grand Électeur

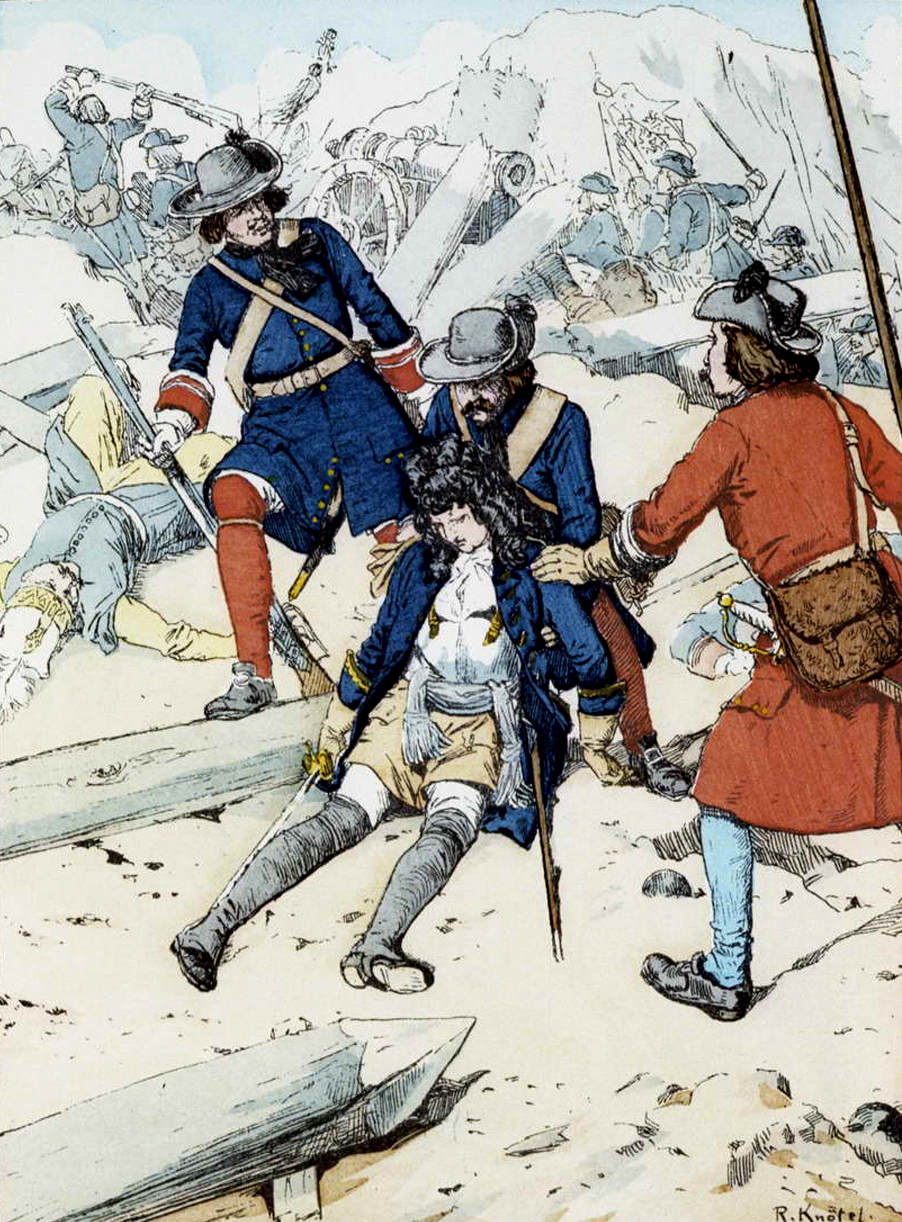
Soldats du régiment de Courlande en 1686, dessin de Richard Knötel.

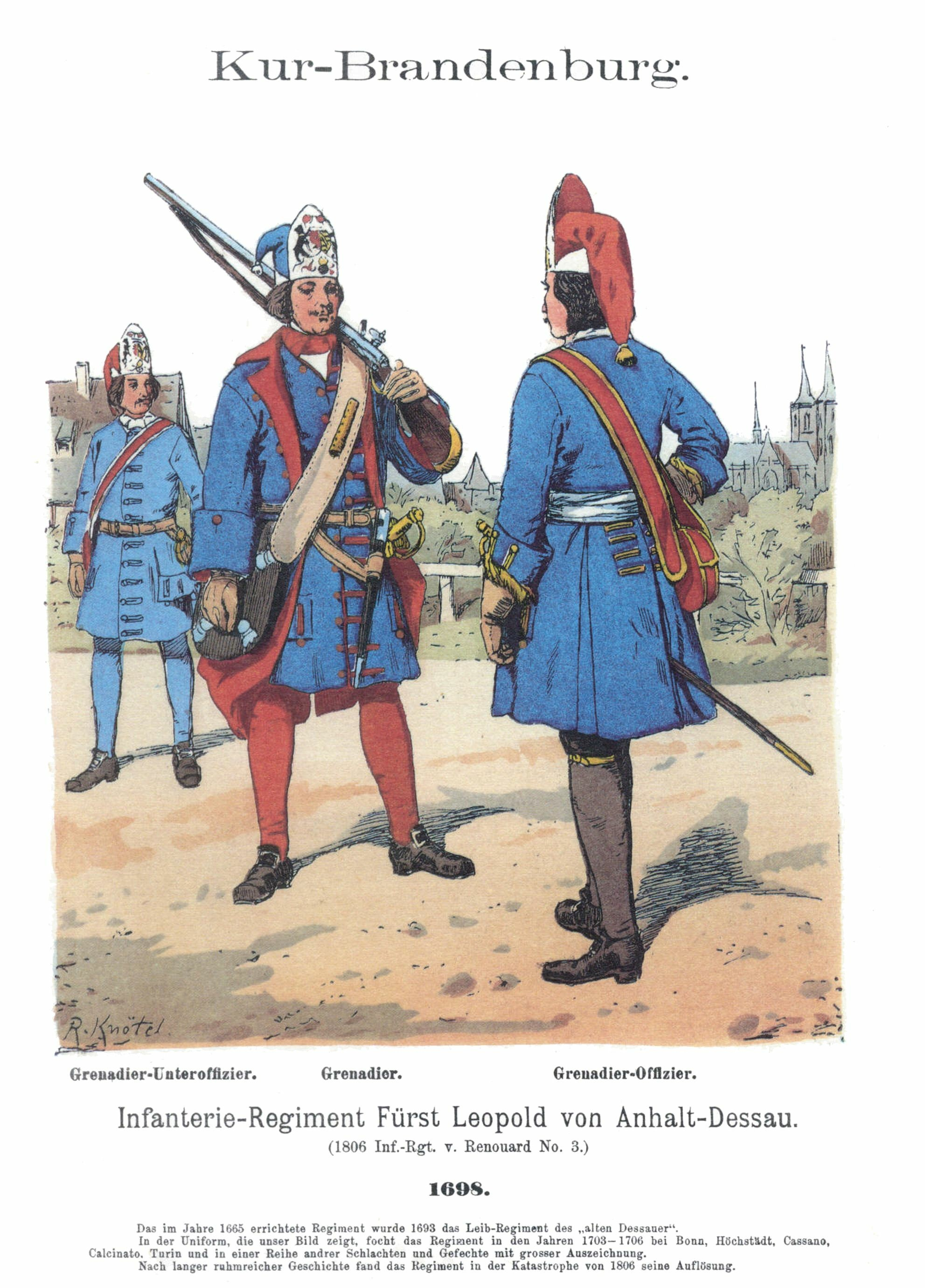
Soldats du Brandebourg du régiment d'infanterie de Léopold d'Anhalt-Dessau, dessin de Richard Knötel.

La nouvelle armée de Brandebourg-Prusse survécut à son baptême du feu grâce à sa victoire de 1656 lors de la bataille de Varsovie, pendant la première guerre du Nord. Les observateurs furent impressionnés par la discipline des troupes brandebourgeoises, comme par leur comportement vis-à-vis des civils, qu'ils considéraient sur le même plan que leur allié, l'armée suédoise. Le succès des armes des Hohenzollern permit à Frédéric-Guillaume d'assumer sa souveraineté sur le duché de Prusse en 1657 par le Traité de Wehlau, grâce auquel le Brandebourg-Prusse s'allia à la République polono-lituanienne. Bien qu'il ait réussi à expulser les forces suédoises de son territoire, l'Électeur ne put acquérir la Poméranie occidentale (Vorpommern) lors du traité d'Oliva signé en 1660, car l'équilibre des puissances en Europe avait été rétabli.
Au début des années 1670, Frédéric-Guillaume appuya les tentatives impériales de revendiquer l'Alsace et contrer l'expansion territoriale entreprise par Louis XIV. Les troupes suédoises envahirent le Brandebourg en 1674 alors que l'essentiel des forces de l'Électeur prenait ses quartiers d'hiver en Franconie.
Frédéric organisa l'armée des Hohenzollern pour qu'elle puisse passer de 7 000 hommes en temps de paix jusqu'à 15 000 à 30 000 en temps de guerre. Ses succès dans les batailles contre la Suède et la Pologne-Lituanie accrurent le prestige du Brandebourg-Prusse, permettant au « Grand Électeur » de mener une politique absolutiste en réduisant les prérogatives des États et des villes. Dans son Testament politique, rédigé en 1667, il écrit : « Les alliances, c'est certain, sont bonnes, mais les forces propres sont supérieures. On peut bâtir sur elles avec plus d'assurance, et un seigneur ne peut recevoir de considération s'il est dépourvu de moyens et de troupes propres ».
La puissance montante des Hohenzollern permit à l'Électeur Frédéric (1688–1713), fils et successeur de Frédéric-Guillaume, d'instituer en monarchie souveraine le royaume de Prusse qu'il dirigea sous le nom de roi Frédéric Ier en 1701. Quoiqu'il célébrât le goût baroque et les arts à l'imitation de Versailles, le nouveau roi renforça l'importance de l'armée et accrut ses effectifs jusqu'à 40 000 hommes.

## L'armée du Roi Sergent (1713–1740)

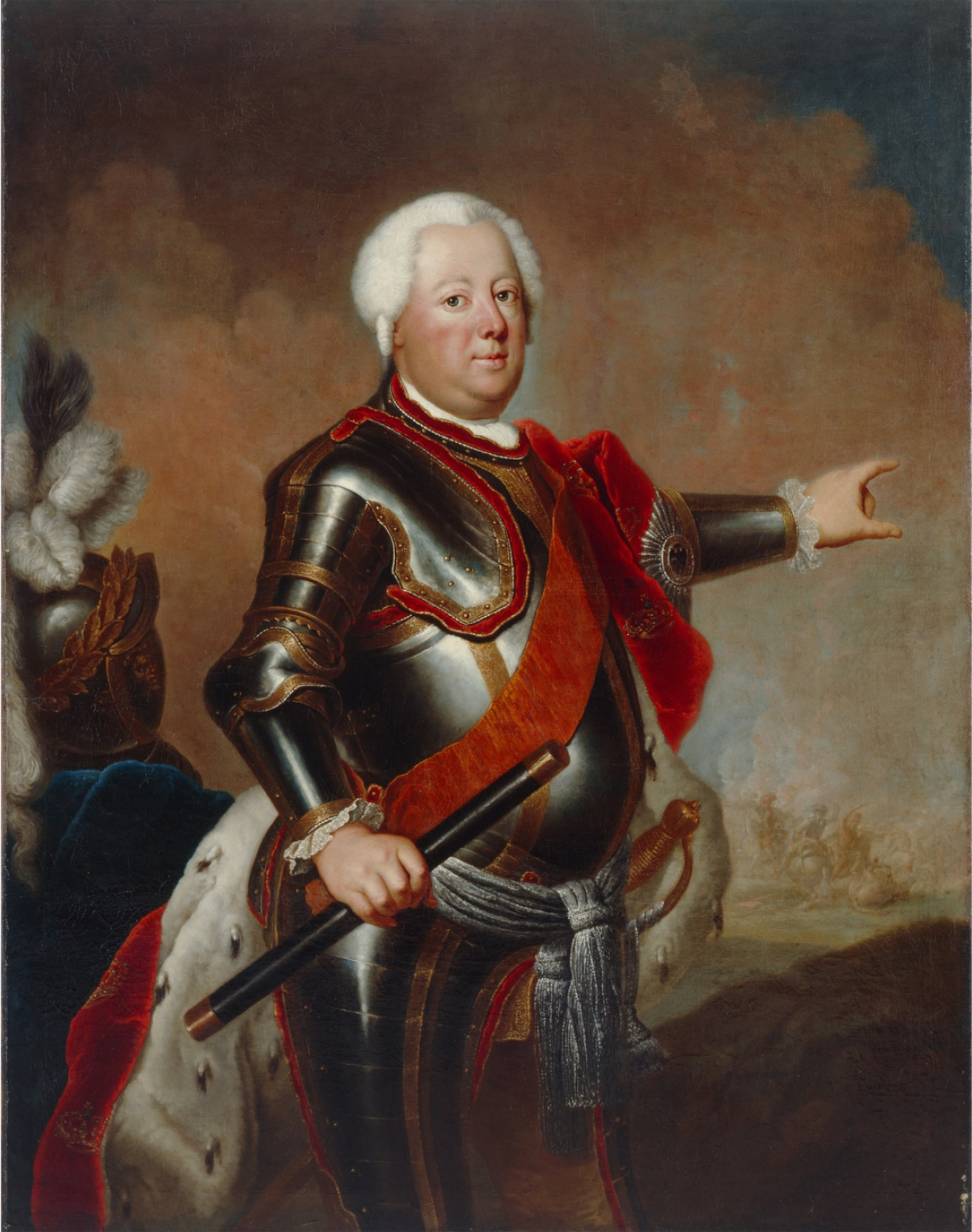
Frédéric-Guillaume Ier, le Roi Sergent, peint par Antoine Pesne, ap. 1733

Frédéric Ier eut comme successeur son fils Frédéric-Guillaume Ier, surnommé le Roi soldat ou en français le « Roi Sergent », obsédé par l'armée et atteignant l'autosuffisance militaire pour son pays. Le nouveau roi congédia la plupart des artisans de la Cour de son père et accorda la prééminence aux officiers sur les nobles de cour. Les jeunes hommes ambitieux et intelligents du pays commencèrent à entrer dans la carrière militaire au lieu de l'administration ou la justice. Frédéric-Guillaume Ier portait un simple uniforme bleu à la cour, un style immédiatement imité par le reste de la Cour prussienne et ses successeurs royaux. En Prusse, la queue de cheval remplaça les perruques communes dans la plupart des cours allemandes.
Frédéric-Guillaume Ier avait initié ses innovations militaires dans son régiment Kronprinz pendant la guerre de Succession d'Espagne. Son ami, Léopold, prince d'Anhalt-Dessau, servait comme sergent-instructeur royal de l'armée prussienne. Léopold introduisit la baguette en acier, augmentant la puissance de feu prussienne, et la marche lente, ou pas de l'oie. Le nouveau roi entraînait sans cesse l'armée, focalisant sur la vitesse de tir de leurs mousquets à platine à silex et la formation à la manœuvrabilité. Ces changements donnèrent à l'armée flexibilité, précision, et une puissance de feu inégalée à cette époque. Grâce à l'entrainement et à la baguette d'acier, chaque soldat devait tirer six fois en une minute, trois fois plus que toute autre armée.
Les punitions, comme les baguettes, étaient draconiennes et malgré la menace d'une pendaison, beaucoup de soldats désertaient quand ils le pouvaient. Les uniformes et l’armement furent standardisés. Les nattes et, pour les régiments qui les arboraient, les moustaches, devaient avoir une longueur réglementaire ; les soldats qui ne pouvaient porter les barbes ou moustaches requises devaient en peindre une imitation sur leurs visages.
Frédéric-Guillaume Ier ramena la taille de la garde royale de Frédéric à un simple régiment, y affecta des soldats à la taille plus élevée que la moyenne, les « Géants de Potsdam », et la finança sur ses fonds. La cavalerie fut réorganisée en 55 escadrons de 150 chevaux, l'infanterie comportait 50 bataillons (25 régiments), et l'artillerie réunit deux bataillons. Ces changements lui permirent d’accroître ses forces de 39 à 45 000 hommes et à la fin de son règne, l'armée avait doublé d'effectif. Le Commissariat Général à la guerre, responsable de l'armée et des subsistances, fut protégé des interférences des États et placé strictement sous le contrôle des officiels nommés par le roi.
Frédéric-Guillaume Ier restreignit l'enrôlement dans le corps des officiers aux Allemands et obligea les Junkers, c'est-à-dire l'aristocratie prussienne, à servir dans l'armée. Bien qu'ayant été réticents à entrer dans l'armée, les nobles virent finalement dans le corps des officiers leur carrière naturelle. Jusqu'en 1730, les soldats du rang provenaient essentiellement de la paysannerie recrutés ou enrôlés de force en Brandebourg-Prusse, conduisant nombre d'entre eux à fuir dans les pays voisins. Afin d'éviter cela, Frédéric divisa la Prusse en cantons régimentaires. Chaque jeune homme devait servir comme soldat dans ces districts trois mois par an. Cela satisfaisait les besoins ruraux et ajoutait des troupes supplémentaires pour accroître les rangs des troupes régulières.
Le Directoire Général que mit en place Frédéric-Guillaume pendant son règne poursuivit l'évolution absolutiste qu'avait lancée son grand-père et accrut la collecte des impôts en forte croissance nécessaire à l'expansion militaire. La classe moyenne des villes fut sollicitée pour héberger les soldats et s'enrôler dans l'administration. Du fait que l'octroi s'appliquait seulement dans les villes, le roi était réticent à engager des guerres, car le déploiement de ces forces onéreuses dans des pays étrangers l'aurait privé de taxes provenant des forces territoriales basées dans les villes
À la fin de son règne, la Prusse disposait de la quatrième plus grande armée du continent (60 000 soldats), mais avec seulement la douzième population (2,5 millions). Cette armée mobilisait cinq millions de thalers (sur un total de budget de sept millions).

## L'armée de Frédéric le Grand (1740-1783)

### Les guerres de Silésie

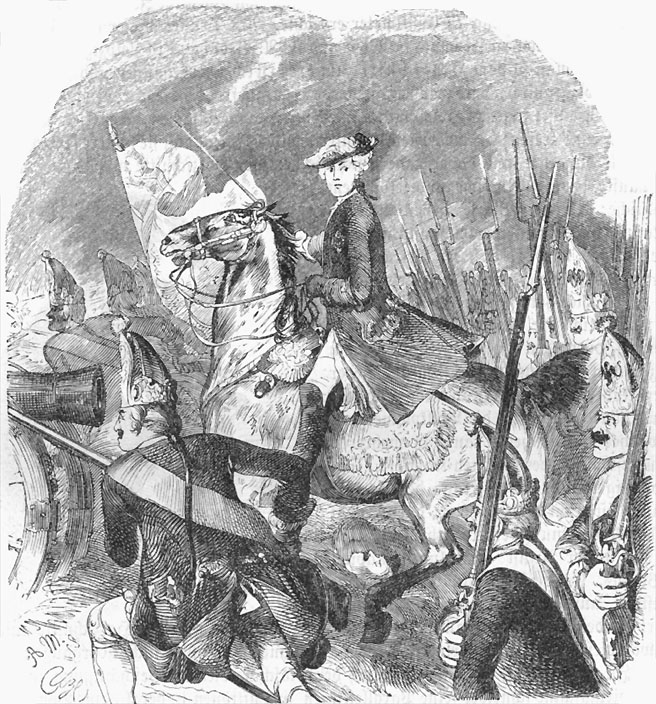
Le jeune Frédéric II commandant ses grenadiers pendant la première guerre de Silésie, gravure d'Adolph Menzel, v. 1840.

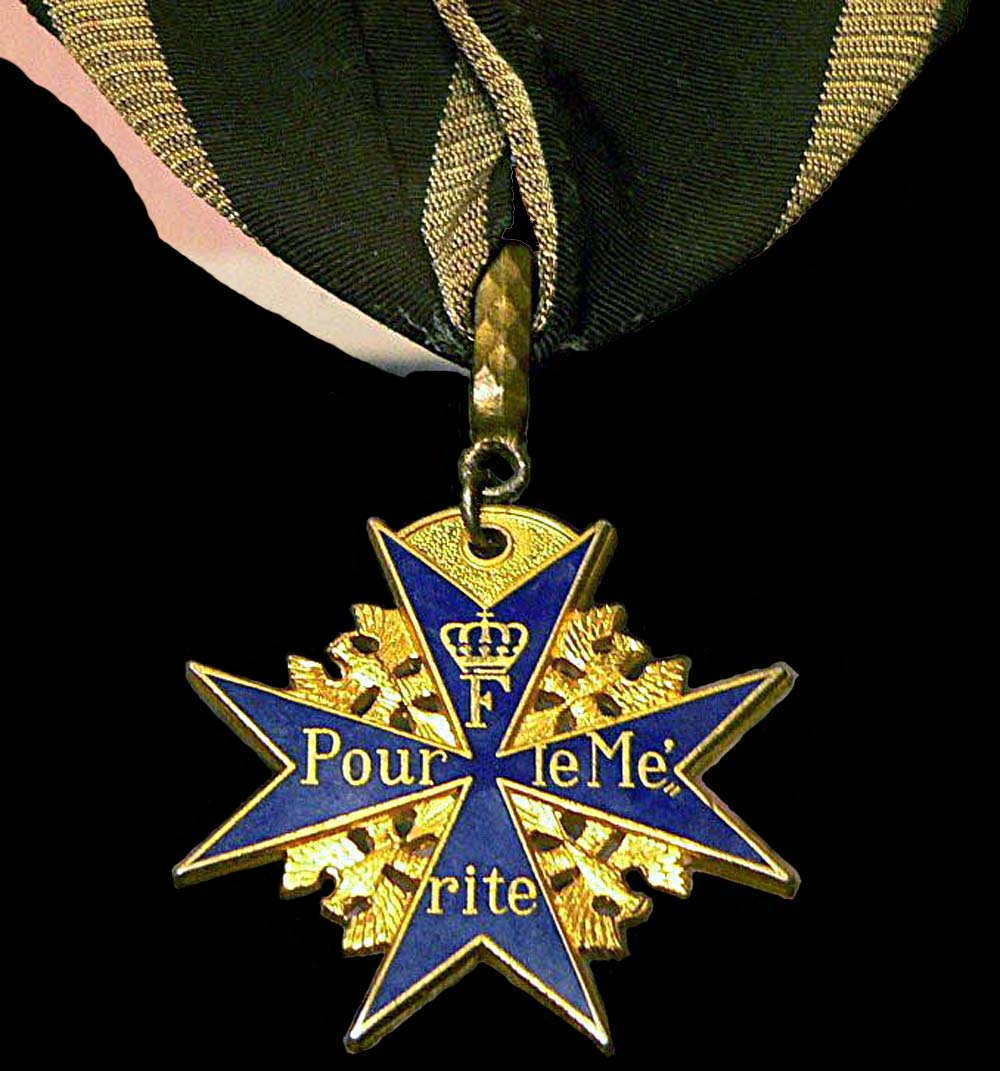
La décoration Pour le Mérite, introduite par Frédéric II en 1740.

Frédéric II (« le Grand ») succéda à son père Frédéric-Guillaume Ier en 1740. Il dissout immédiatement les dispendieux « Géants de Potsdam » et utilisa les fonds pour créer sept nouveaux régiments et enrôler 10 000 soldats supplémentaires. Il recruta seize bataillons, cinq escadrons de hussards, et un escadron de Gardes du Corps.
Dédaignant l'édit de succession d'Autriche, Frédéric débuta les guerres de Silésie peu après son accession au trône. Bien que le roi inexpérimenté se soit retiré de la bataille, les Prussiens remportèrent la victoire sur l'Autriche à la bataille de Mollwitz (1741) sous le commandement du Feld-maréchal Schwerin. La cavalerie prussienne de Schulenburg étant apparue peu efficace à Mollwitz, les cuirassiers, antérieurement entraînés sur des chevaux lourds, furent par la suite réaffectés sur des chevaux plus légers et manœuvrables. Les hussards et les dragons du général Zieten furent aussi renforcés. Ces changements permirent aux Prussiens d'obtenir une nette victoire à la bataille de Chotusitz en 1742, et l'Autriche céda la Silésie à Frédéric lors de la paix de Breslau.
En septembre 1743, Frédéric organisa les premières manœuvres d'automne (Herbstübung), pendant lesquelles les différentes branches de l'armée testèrent de nouvelles formations et tactiques ; les manœuvres d'automne devinrent une tradition annuelle de l'armée prussienne. L'Autriche tenta de reprendre la Silésie pendant la seconde guerre de Silésie. Bien qu'ayant contourné victorieusement Frédéric en 1744, les Autrichiens furent anéantis lors de la bataille de Hohenfriedberg en 1745. La cavalerie prussienne excella pendant l'affrontement, spécialement les hussards de Zieten. Du fait de ses services éminents rendus à Hohenfriedberg, le proche ami du roi Frédéric, Hans Karl von Winterfeldt, parvint au premier plan.
L'Autriche changea alors totalement d'alliance et se rapprocha de son rival traditionnel, la France, lors de la Révolution diplomatique de 1756 : L'Autriche, la France et la Russie s'allièrent contre la Prusse. Frédéric prit les devants, envahit l'Électorat de Saxe et fit face à l'Autriche avec une armée de 150 000 hommes, lançant la guerre de Sept Ans. L'armée autrichienne avait été réformée par Kaunitz, et les changements apportés montrèrent leur efficacité grâce au succès emporté sur la Prusse à la bataille de Kolin.

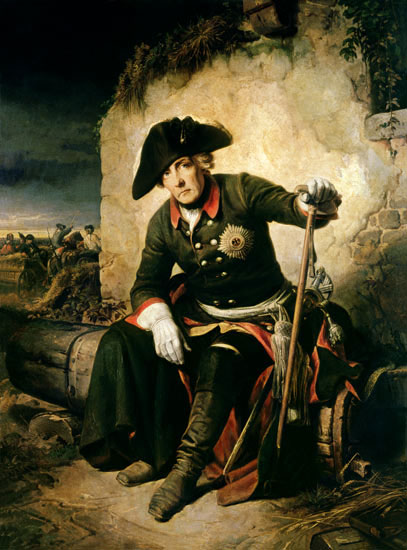
Frédéric II après la bataille de Kolin (1757), toile de Julius Schrader, v. 1900.

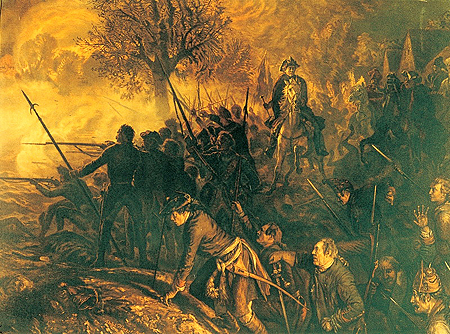
Frédéric II commandant ses troupes pendant une attaque nocturne à la bataille de Hochkirch (1758), peinture d'Adolph Menzel, 1856.

Frédéric cependant remporta sa victoire la plus aisée lorsqu'à Rossbach, la cavalerie prussienne de Seydlitz écrasa une force franco-impériale deux fois plus nombreuse, avec des pertes minimes. Frédéric se dirigea très rapidement vers l'est jusqu'en Silésie, où les Autrichiens avaient battu l'armée prussienne commandée par le duc de Bevern. À la suite d'une série de mouvements compliqués et de déploiements subreptices, les Prussiens enfoncèrent avec succès le flanc de l'ennemi à la Leuthen ; les positions tenues par les Autrichiens dans la province s'effondrèrent.
Les manœuvres de Frédéric échouèrent face aux Russes lors de la sanglante bataille de Zorndorf, et les forces prussiennes furent écrasées à Kunersdorf en 1759. La Prusse était peu préparée pour les longues campagnes, et un effondrement semblait imminent en raison des pertes et du manque de ressources, mais Frédéric fut sauvé par le « Miracle de la maison de Brandebourg (de) » ; lorsque les Russes interrompirent les hostilités en raison de la mort soudaine de l'impératrice Élisabeth en 1762. Le contrôle de la Prusse sur la Silésie fut confirmé par le traité de Hubertsbourg en 1763.
Les pertes énormes subies avaient conduit le roi à admettre des officiers provenant de la classe moyenne, mais cette évolution fut annulée après la guerre. L'esprit offensif de Frédéric lui avait fait adopter l'ordre oblique de bataille, ce qui nécessitait une discipline et une mobilité considérables. Bien que cette tactique ait d'abord failli à Kunersdorf, elle assura un grand succès à Leuthen. Après quelques salves initiales, l'infanterie devait avancer rapidement en chargeant à la baïonnette. Puis, la cavalerie attaquait en large formation sabre au clair avant que la cavalerie ennemie puisse s'ébranler.

### Une armée avec un pays

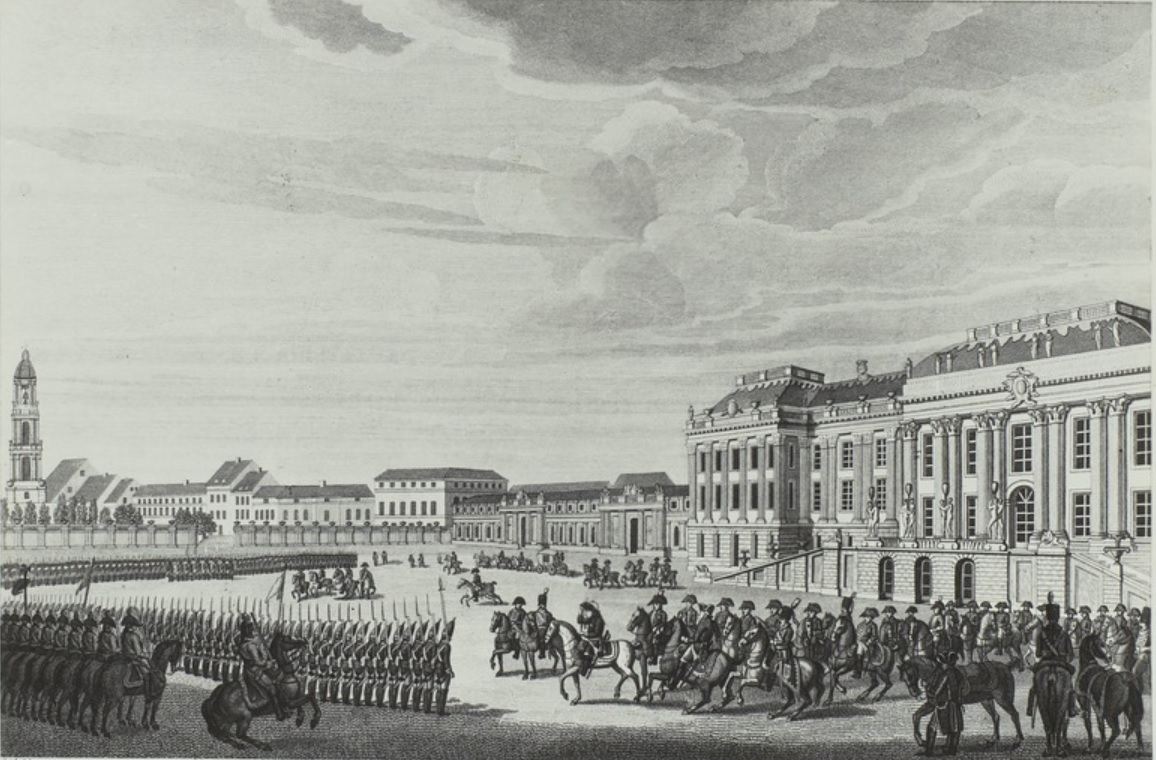
Parade militaire à Potsdam en 1806.

La construction de la première garnison commença à Berlin en 1764. Alors que Frédéric-Guillaume Ier voulait disposer d'une armée composée essentiellement de nationaux, Frédéric II préféra adopter une armée d'étrangers, les Prussiens devant rester en tant que contribuables et producteurs. L'armée prussienne comprenait 187 000 soldats en 1776, 90 000 d'entre eux étaient des sujets prussiens des parties orientales, les autres étaient des volontaires ou des conscrits. Frédéric convertit les Gardes du Corps en Garde royale. Beaucoup de troupes restaient peu loyales, comme les mercenaires, alors que les soldats recrutés dans le cadre du système de conscription cantonale affichaient un sentiment régional puissant et même un sentiment national naissant. Pendant la guerre de Sept Ans, les régiments d'élite de l'armée étaient composés essentiellement de Prussiens.
À la fin du règne de Frédéric, l'armée était devenue une part intégrale de la société prussienne et se montait à 193 000 hommes. Les différentes classes sociales étaient toutes supposées servir l’État et son armée ; la noblesse dirigeait l'armée, la bourgeoisie l'approvisionnait, et les paysans la composaient. Le ministre Friedrich von Schrötter fit cette remarque que, « la Prusse n'était pas un pays avec une armée, mais une armée avec un pays »,.

## L'armée face à la France révolutionnaire et impériale (1792-1815)

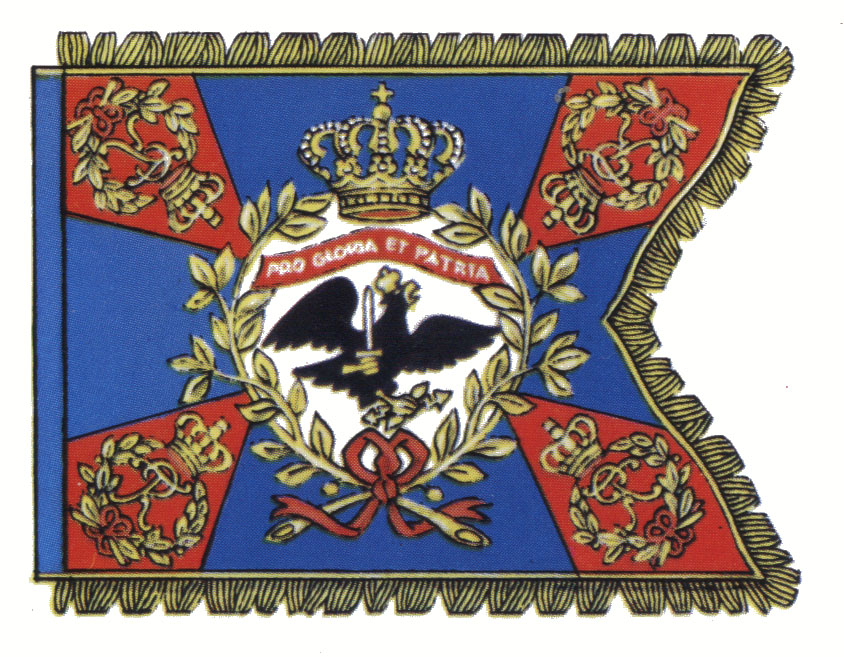
Un drapeau de l'armée prussienne utilisé avant 1807.

### Les défaites de Frédéric-Guillaume III (1792-1806)

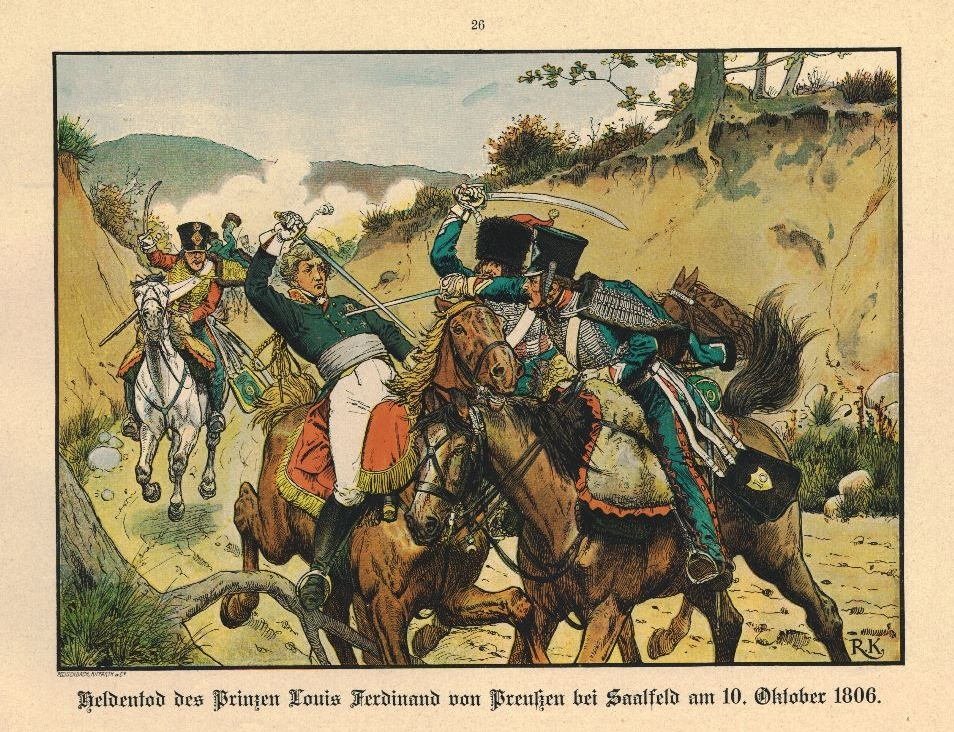
Le prince héritier Louis-Ferdinand de Prusse tué par un hussard français à la bataille de Saalfeld en 1806, dessin de Richard Knötel, 1896.

Frédéric-Guillaume II (1786–1797), neveu et successeur de Frédéric le Grand, assouplit les contraintes en Prusse et montre peu d'intérêt pour la guerre. Il délégua les responsabilités au vieillissant Charles-Guillaume-Ferdinand, duc de Brunswick, et l'armée commença à perdre ses qualités. Dirigée par des vétérans des guerres de Silésie, l'armée prussienne fut prise totalement de court face à la France révolutionnaire. Les officiers avaient maintenu les mêmes entraînements, tactiques et armements que ceux utilisés par Frédéric le Grand quarante ans auparavant.

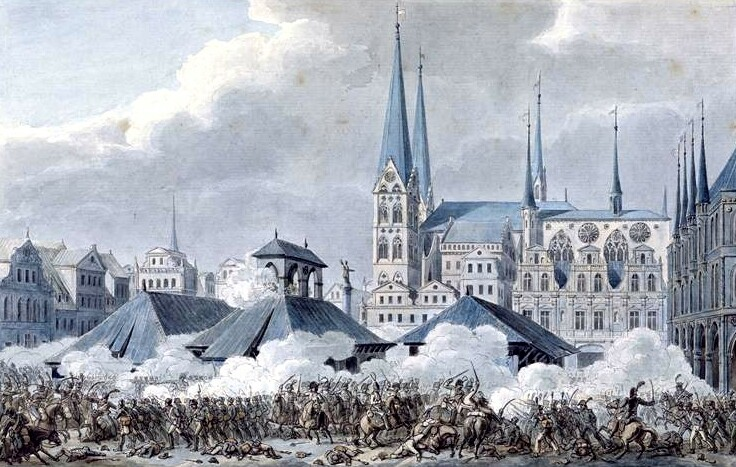
Bataille de Lübeck (1806) où Blücher tente de défendre la ville après le désastre d'Iéna-Auerstedt.

La Prusse se retira de la Première Coalition lors de la paix de Bâle signée en 1795, cédant ses territoires de la Rhénanie à la France. Lorsque mourut Frédéric-Guillaume II en 1797, l'État était en banqueroute et l'armée complètement dépassée.
Son fils, Frédéric-Guillaume III (1797–1840), lui succéda et impliqua la Prusse dans la désastreuse Quatrième Coalition. Napoléon Bonaparte avait pris le commandement de l'armée française et adopté de nouvelles méthodes d'organisation, approvisionnement, mobilité et commandement. L'armée prussienne fut définitivement battue lors des batailles de Saalfeld, puis d'Iéna et Auerstaedt en 1806. La fameuse discipline prussienne s'effondra et conduisit à des redditions massives de l'infanterie, de la cavalerie et de garnisons. Bien que certains commandants prussiens se fussent bien comportés, comme L'Estocq à Eylau, Gneisenau à Kolberg, ou Blücher à Lübeck, cela ne fut pas suffisant pour renverser le sort depuis Iéna et Auerstaedt. La Prusse fut contrainte à des pertes territoriales majeures, la réduction de son armée à 42 000 hommes, et une alliance forcée avec la France par le traité de Tilsit en 1807.

### Les Réformes prussiennes (1806-1812)

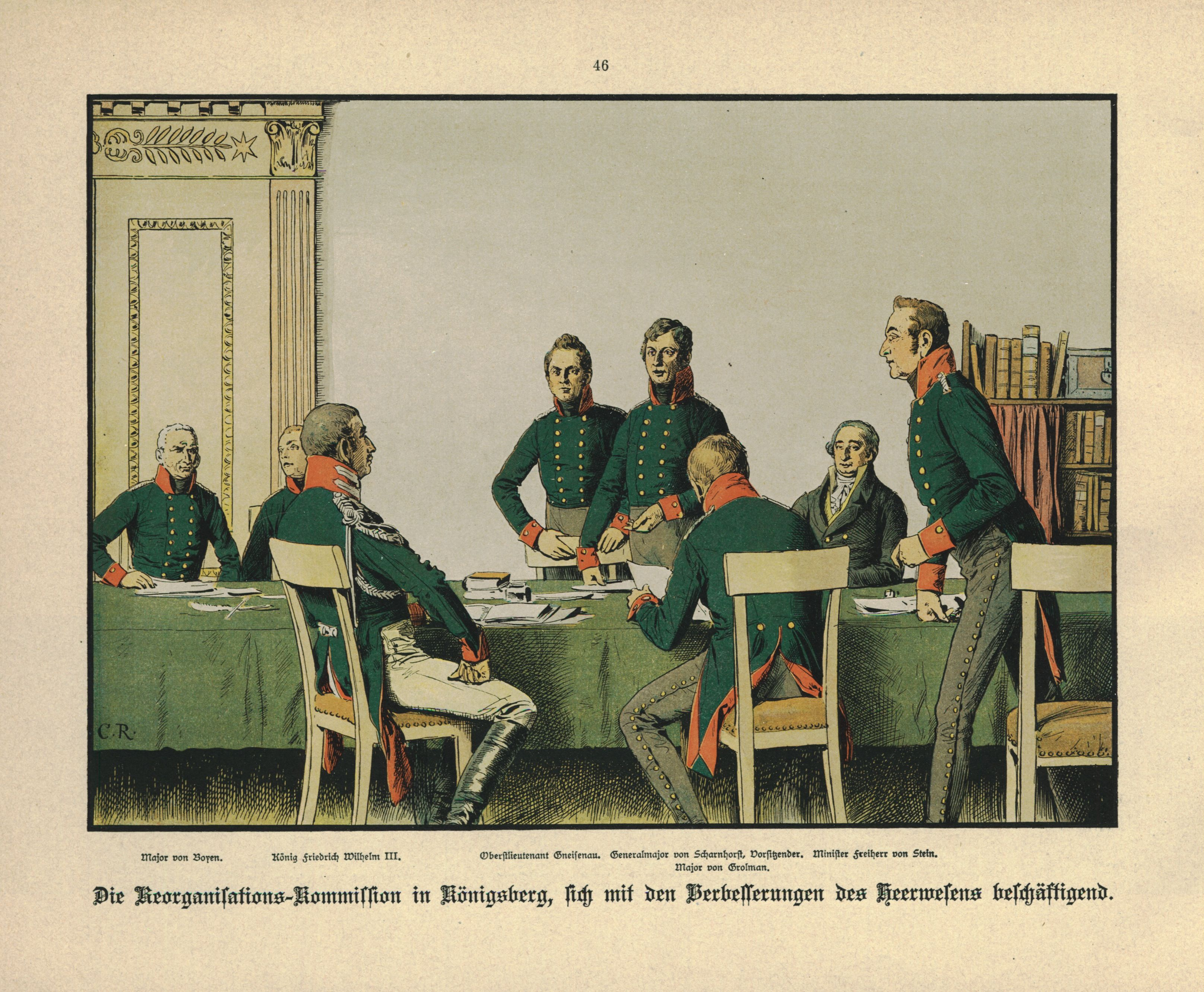
Réunion des réformateurs à Königsberg en 1807, par Carl Röchling.

La défaite et la désorganisation de l'armée choqua la classe dirigeante et militaire prussienne qui s'était largement sentie invincible après les victoires de Frédéric II. Alors que Stein et Hardenberg commençaient à moderniser l'État prussien, Scharnhorst s'attela à la reforme militaire. Il dirigea le Comité de réorganisation militaire, qui comprenait Gneisenau, Grolman, Boyen, et les civils Stein et Könen. Clausewitz contribua aussi à la réforme. Déçus par l'indifférence de la population à la défaite de 1806, les réformateurs encouragèrent le patriotisme dans le pays. Les réformes de Stein abolirent le servage en 1807 et le transfert de pouvoirs vers les gouvernements des villes en 1808.

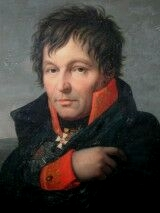
Gerhard von Scharnhorst.

Le commandement de l'armée fut complètement remanié ; des 143 généraux prussiens en 1806, seuls Blücher et Tauentzien restaient en fonction pendant la Sixième Coalition; nombre d'entre eux furent autorisés à restaurer leur réputation dans la guerre de 1813. Le corps des officiers fut rouvert à la classe moyenne en 1808, de même que l'avancement fut uniquement fondé sur le niveau de formation,. Le roi Frédéric-Guillaume III créa le ministère de la Guerre en 1808, et Scharnhorst fonda une école de formation des officiers, l'Académie militaire prussienne, à Berlin à 1810.
Scharnhorst plaida en faveur de l'adoption de la levée en masse, le système de conscription militaire créé par la France. Il créa le Krümpersystem, par lequel les compagnies remplaçaient 3 à 5 hommes tous les mois, permettant de former chaque année 60 hommes supplémentaires par compagnie. Ce système garantissait à l'armée une réserve de 30 000 à 150 000 hommes. Le Krümpersystem devint aussi l'embryon du service obligatoire de courte durée, qui s'oppose à la conscription de long terme antérieurement utilisée. Du fait de l'occupation française qui avait interdit la formation de divisions, l'armée prussienne fut divisée en six brigades, chacune constituée de sept à huit bataillons d'infanterie et douze escadrons de cavalerie. Les brigades combinées furent renforcées par trois brigades d'artillerie.
Les châtiments corporels furent à peu près abolis, et les soldats furent à nouveau entraînés sur le terrain et en suivant la tactique du tirailleur. Scharnhorst promut l'intégration de l'infanterie, de la cavalerie et de l'artillerie dans des armes combinées, à l'opposé de leur tradition d'indépendance. Les équipements et la tactique furent mis à jour à l'aune de la science des campagnes napoléoniennes. Le manuel de campagne publié par Yorck en 1812 insista sur les armes combinées et l'accélération de la vitesse de déplacement. En 1813, Scharnhorst réussit à nommer un chef d'État-major entraîné à l'académie auprès de chaque commandant de division.
Certaines réformes furent rejetées par les conservateurs, comme Yorck, qui pensaient que les officiers provenant de la bourgeoisie mettraient à mal les privilèges des officiers de l'aristocratie et promouvraient les idées de la Révolution française. Les mouvements de réforme dans l'armée furent brutalement interrompus par la mort de Scharnhorst en 1813, et l'évolution vers une armée plus démocratique commença à perdre de sa puissance face au gouvernement de plus en plus réactionnaire.

### La guerre de libération (1813-1814)

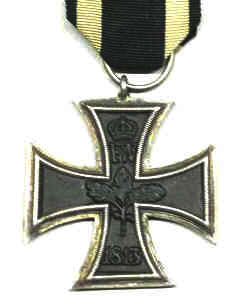
La croix de fer, introduite par le roi Frédéric-Guillaume III en 1813.

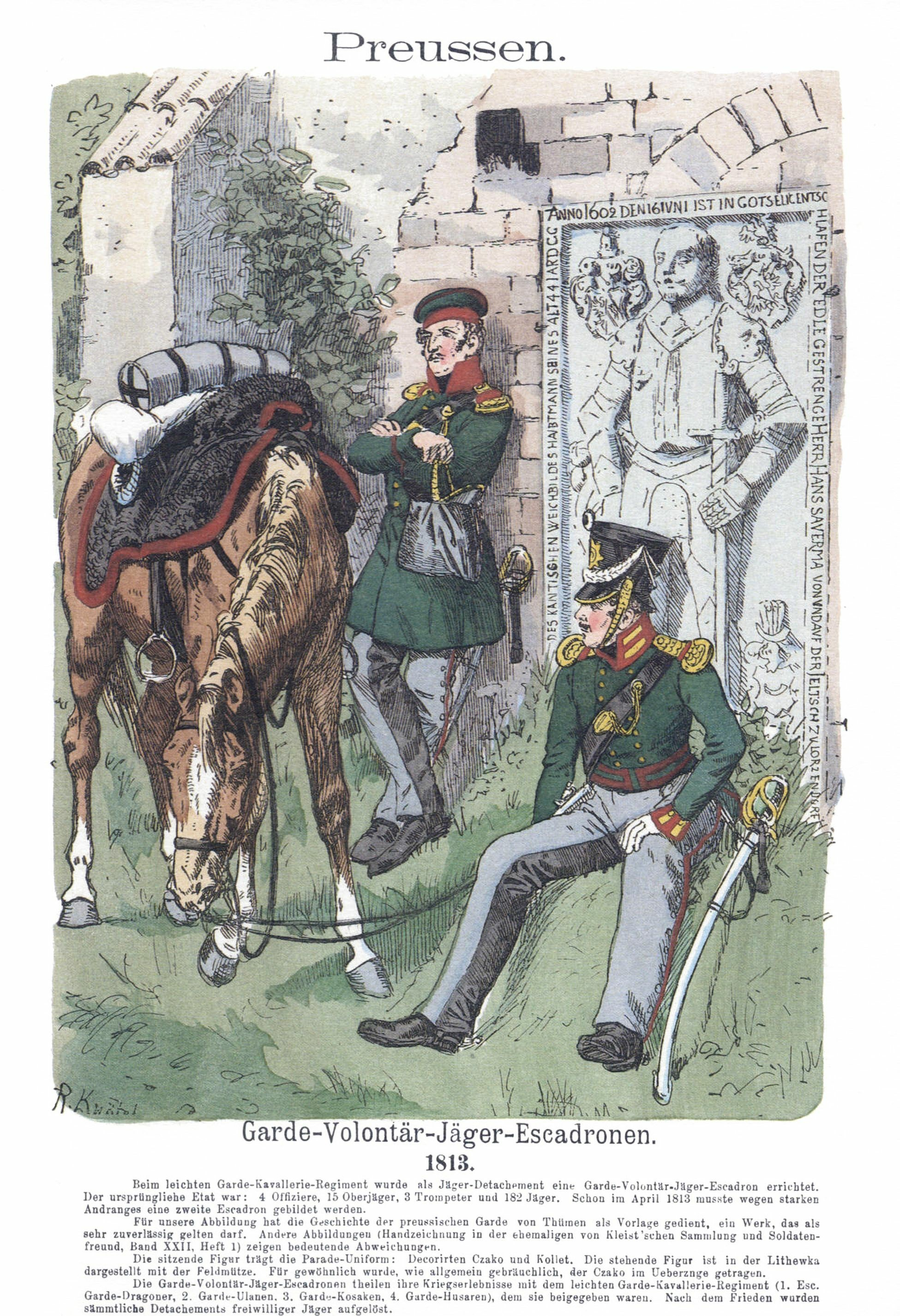
Cavaliers des volontaires de la Garde en 1813, dessin de Richard Knötel, 1890.

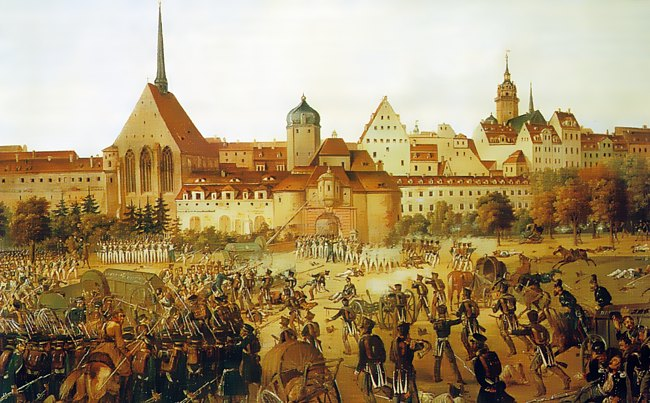
Attaque de l'infanterie prussienne devant la porte de Grimma à la bataille de Leipzig en 1813, toile d'Ernest Wilhelm Strassberger (1796–1866).

Les réformateurs et l'essentiel de l'opinion plaident pour une alliance entre Frédéric-Guillaume III et l'empire d'Autriche dans les campagnes de 1809 contre la France. Alors que le prudent roi refuse tout soutien à une nouvelle guerre impliquant la Prusse, von Schill lance son régiment de hussards contre les occupants français, espérant provoquer une révolte nationale. Le roi considère Schill comme un mutin, la rébellion est écrasée à Stralsund par les alliés des Français. Le traité franco-prussien de 1812 oblige la Prusse à fournir 20 000 hommes de troupe pour contribuer à la Grande Armée, d'abord sous les ordres de von Grawert puis de Yorck. L'occupation française de la Prusse est confirmée, et 300 officiers prussiens démoralisés démissionnent en signe de protestation.
En application du traité franco-prussien du 24 février 1812, la Prusse fournit à Napoléon un contingent de 20 000 hommes (14 000 fantassins, 4 000 cavaliers, 2 000 artilleurs avec 60 canons) lorsque la Grande Armée s'engage dans la campagne de Russie. Le corps prussien, rattaché au 10e corps du maréchal Macdonald, ne participe pas à la marche vers Moscou (hormis deux compagnies du train rattachées à la Garde impériale) mais à une action latérale vers la Courlande. Après quelques combats, Yorck, qui a pris la tête du corps prussien, arrête l'offensive puis, le 30 décembre 1812, conclut de sa propre initiative la convention de Tauroggen avec les Russes. Il se replie vers Tilsit et se prépare à un retournement d'alliance contre les Français.

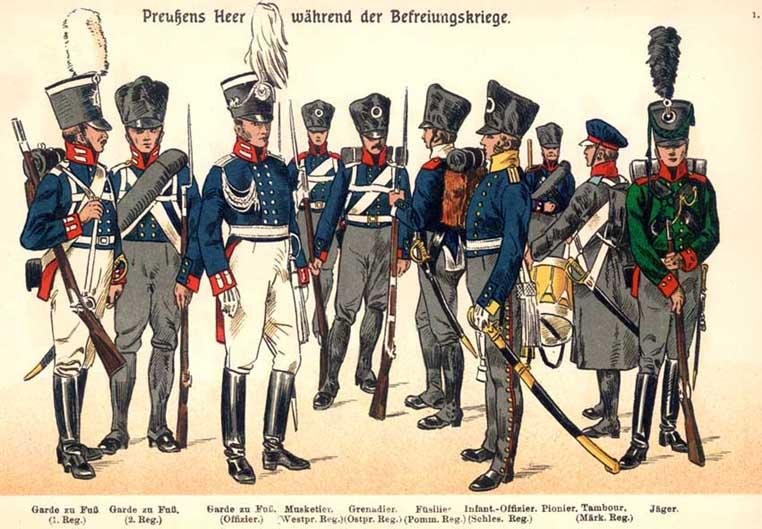
Infanterie de l'armée prussienne pendant la campagne de 1813. Dessin de Richard Knötel, 1883.

Frédéric-Guillaume hésite encore à entrer en guerre contre la France mais, sous la pression de l'opinion et des réformateurs, prépare la mobilisation générale. Le 9 février, un décret abolit la plupart des exemptions à la conscription et déchoit de leurs droits civiques et professionnels ceux qui ont obtenu une dispense sans motif valable. L'armée de ligne et la Landwehr, qui comptaient 42 000 hommes en 1812, doivent passer à 80 000. Le 28 février, la Russie et la Prusse signent une convention secrète, le traité de Kalisz. Le roi amnistie Yorck pour sa désobéissance et déclare la guerre à Napoléon le 16 mars. Le 21 avril, le roi décrète le Landsturm, la levée de tous les hommes valides de 15 à 60 ans qui ne sont pas déjà enrôlés dans l'armée, équivalent de la levée en masse de la France en 1793. Les troupes de ligne, en cours de formation, passent de 132 000 hommes en mars à 280 000 en août, soit un taux de mobilisation de 6 % de sa population, sans précédent en Europe.
Les forces prussiennes participent aux opérations de la campagne d'Allemagne en 1813, notamment à la bataille de Leipzig (16-19 octobre) où elles sont partagées entre les trois grandes armées coalisées : l'armée de Silésie, russo-prussienne et commandée par Blücher, celle de Bohême, à dominante autrichienne et commandée par Schwarzenberg, et celle du Nord, russo-suédo-prussienne et commandée par le Français Bernadotte. Ces armées poursuivent leur avance lors de la campagne de France de 1814 jusqu'à l'abdication de Napoléon.
La croix de fer est introduite comme décoration militaire par le roi Frédéric-Guillaume III en 1813.

### L'armée de Waterloo (1815)

L'armée prussienne dans la campagne de 1815
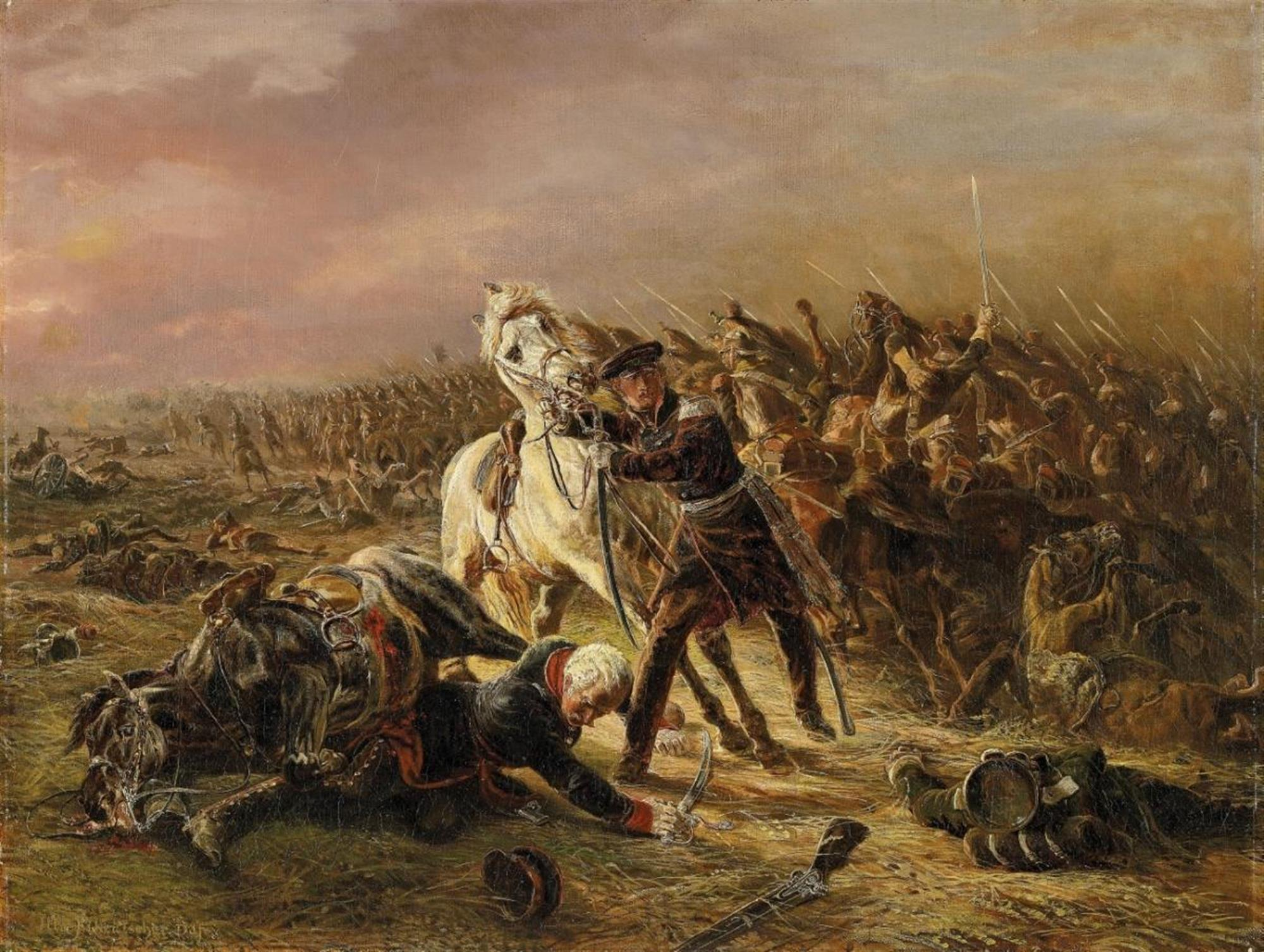
Blücher tombé de cheval à la bataille de Ligny (16 juin 1815), toile d'Otto Clemens Fikentscher, v. 1862
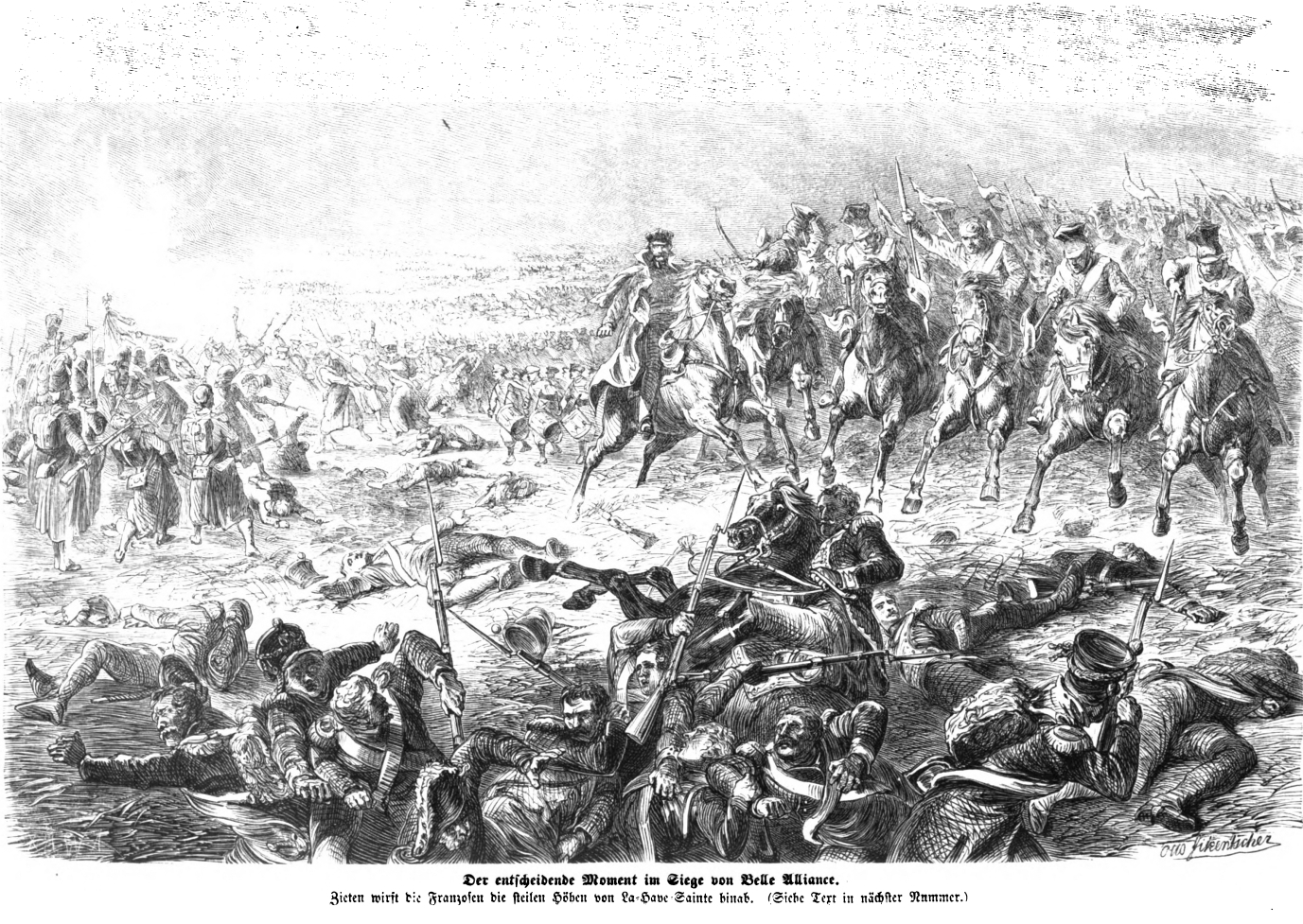
La cavalerie de Zieten chargeant les Français à Waterloo (18 juin 1815), Die Gartenlaube, 1864

La Prusse mobilise de nouveau en 1815 lors du retour de Napoléon pendant les Cent-Jours, se joignant à la Septième Coalition. Une armée prussienne de 153 000 hommes, commandée par Blücher, est formée sur le Rhin inférieur avec des petits contingents du grand-duché de Hesse et d'autres principautés ; l'armée saxonne, mécontente du commandement prussien, se mutine et doit être renvoyée dans ses foyers. L'armée prussienne est alors en pleine réorganisation après les campagnes de 1813-1814 : 4 corps d'armée sur 7 sont affectés à l'armée du Rhin inférieur qui doit être engagée en Belgique. Chaque corps comprend 4 brigades d'infanterie, une réserve de cavalerie et une réserve d'artillerie ; chaque brigade, deux régiments d'infanterie de ligne et un de Landwehr, sauf le 4e corps (Bülow) où chaque brigade se compose d'un régiment de ligne et deux de Landwehr. La cavalerie lourde (cuirassiers), cantonnée dans les provinces orientales, n'aura pas le temps d'être engagée, mais la cavalerie légère, qui comprend beaucoup de soldats et officiers expérimentés, est généralement efficace ; la cavalerie de Landwehr, moins solide, est confinée aux tâches de reconnaissance et escorte. Les Rhénans catholiques, récemment annexés à la Prusse alors qu'ils étaient sujets français un an plus tôt, obéissent avec réticence aux officiers prussiens luthériens. Les jeunes recrues inexpérimentées ont un moral fragile et beaucoup désertent après le premier choc de la bataille de Ligny (16 juin 1815). Cependant, elles se ressaisissent rapidement ; l'arrière-garde commandée par Johann von Thielmann affronte les Français de Grouchy à la bataille de Wavre tandis que l'arrivée du corps de Bülow sur le flanc de Napoléon provoque la débâcle de l'armée française, décidant de l'issue de la bataille de Waterloo (18 juin).
Clausewitz, qui avait été officier d'état-major pendant la campagne de 1815, publie son essai De la guerre et devient un auteur stratégique estimé.

## Du traité de Vienne à l'unité allemande (1816-1871)

### La Prusse dans la Confédération germanique
Après le congrès de Vienne, qui permet à la Prusse de s'étendre jusqu'à la Rhénanie, l'armée connaît une démobilisation massive, descendant de 358 000 hommes à 150 000 en 1816. Elle représente pourtant toujours une part importante des dépenses publiques : 38 % du budget en 1819, 32 % en 1840. Elle est intégrée dans le système de la Confédération germanique qui assure un équilibre entre la Prusse et l'empire d'Autriche. Une armée confédérale, peu opérationnelle en pratique, rassemble les forces de ces deux puissances et des autres principautés.

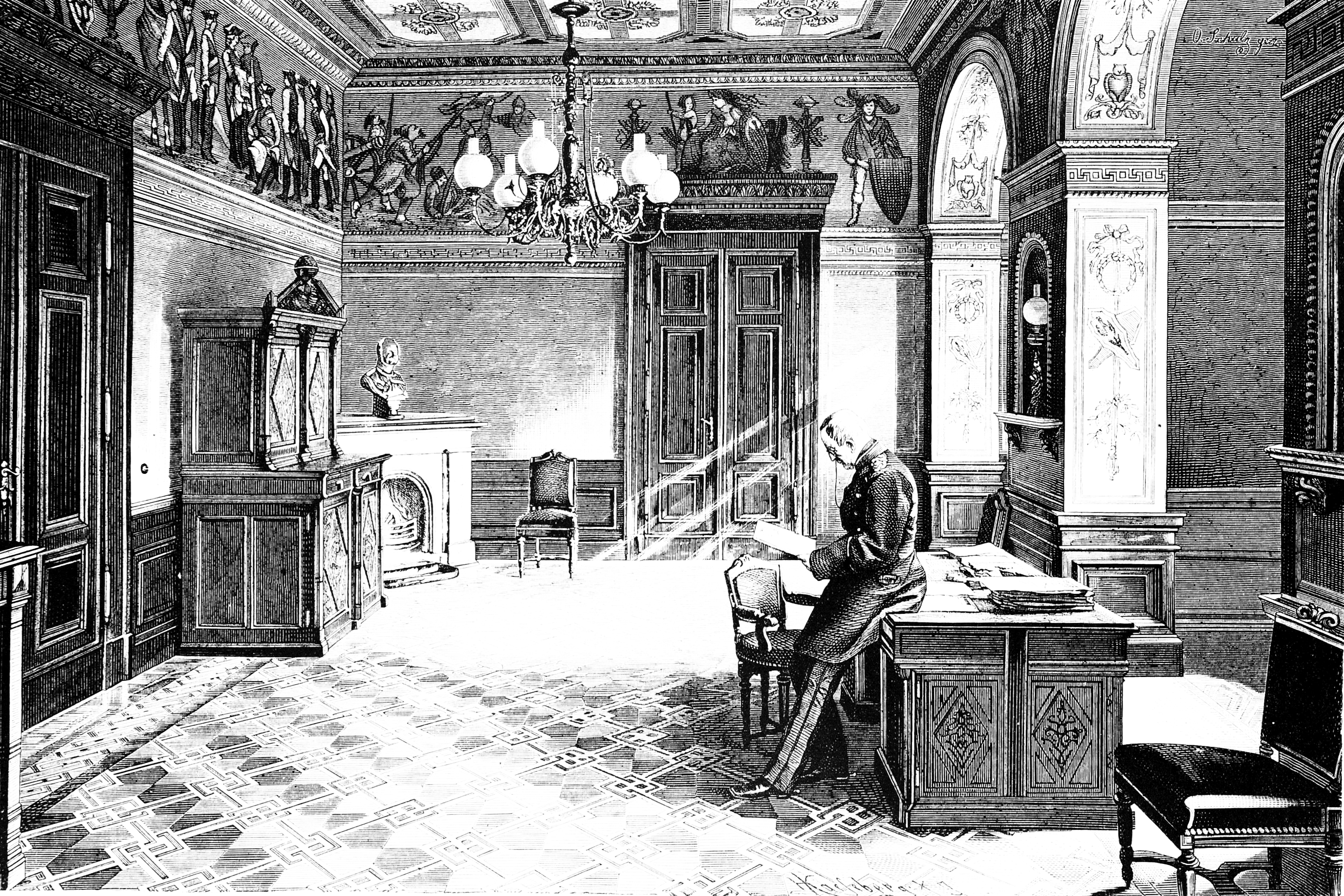
Helmuth von Moltke au siège de l'État-Major général, Die Gartenlaube, 1876.

L'armée restaure l'autorité royale lors de la révolution de 1848. Bien que le roi Frédéric-Guillaume IV accepte de promulguer une constitution en 1850, les soldats prêtent serment au souverain et non à l’État. Les mobilisations de 1850 et 1859 montrent les faiblesses de l'organisation militaire, en particulier de la Landwehr qui n'est pas en mesure de participer à des opérations offensives. 
En 1856, en temps de paix, l'armée prussienne se composait de 86 436 fantassins, 152 escadrons de cavalerie et 9 régiments d'artillerie.
À partir de 1859, le ministre Albrecht von Roon, soutenu par le prince héritier puis roi Guillaume Ier, entreprend une réforme de l'armée en s'inspirant des principes de Scharnhorst sur la « nation en armes ». Il modernise l'armement avec le fusil Dreyse, se chargeant par la culasse, donne une plus grande place aux exercices de tir et commande une puissante artillerie (canons C/61 (de) et C/64 à calibre de 4 livres) à l'industriel Alfred Krupp. Helmuth von Moltke est nommé chef d'état-major général, le roi étant toujours le chef nominal de l'armée.

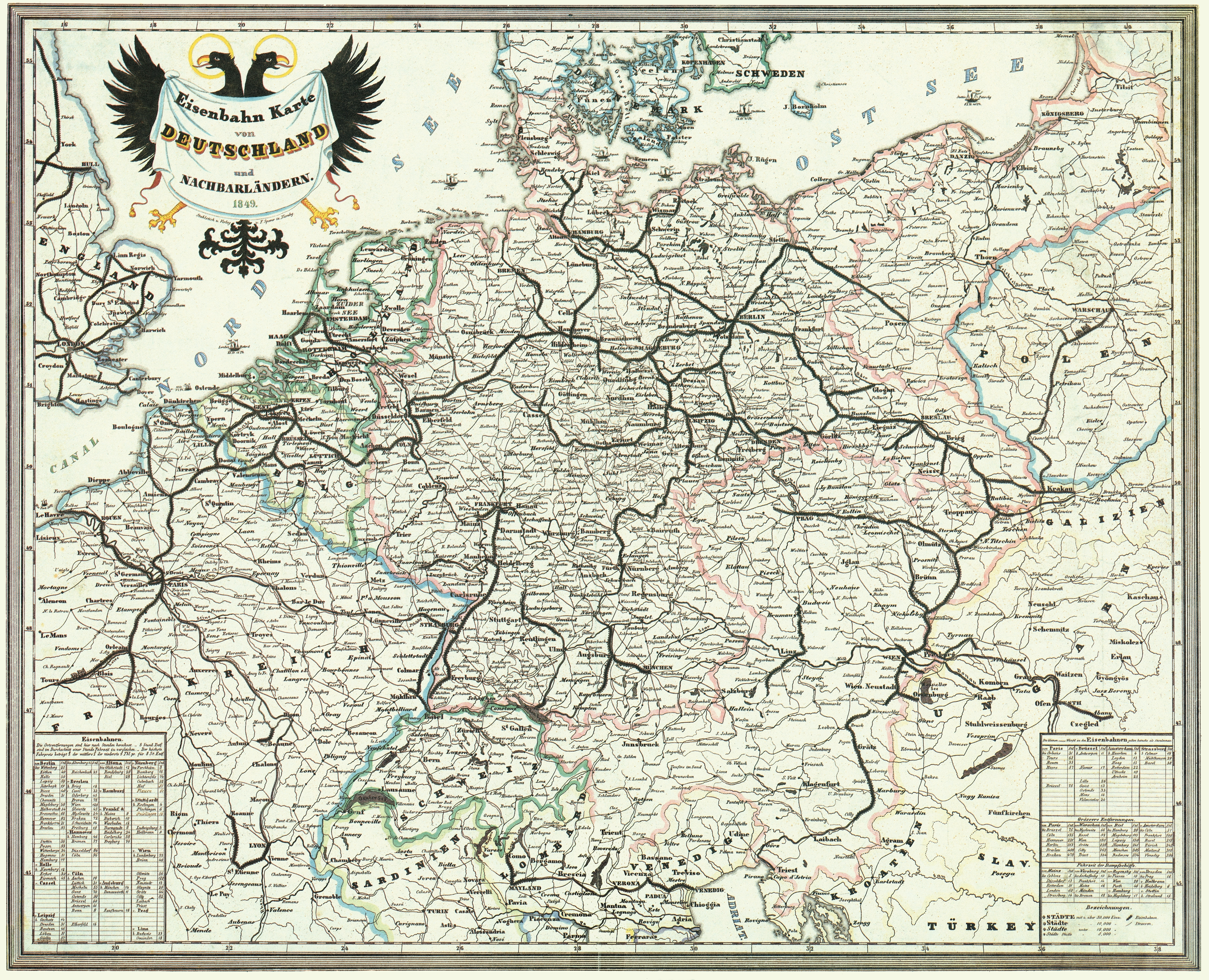
Les chemins de fer allemands en 1849.

Le Grand État-Major général est en partie inspiré du modèle français de l'armée napoléonienne mais tend à prendre beaucoup plus d'importance que son équivalent français : en effet, le commandant en chef (Oberbefehlshaber) est souvent le roi ou un prince royal, désigné pour sa naissance plus que pour sa compétence, et il doit d'appuyer sur un corps de techniciens hautement qualifiés formés à l'Académie de guerre de Prusse, de sorte que le chef d'état-major (Chef des Generalstabes) tend à être au moins l'égal de son chef nominal et les commandants d'unités se trouvent sous les ordres directs de l'État-Major général. Les états-majors répartissent leurs fonctions en 4 sections : opérations, ravitaillement (Nachschub) sous les ordres du quartier-maître général, administration (Adjudantur) et armes spécialisées comme le génie et les transmissions. La proportion de nobles dans le corps des officiers, prédominante au début du XIXe siècle (malgré la présence d'officiers roturiers comme Schanrnhorst et Gneisenau), ne représente plus que 30 % à la fin du siècle ; cependant, ils restent majoritaires dans le Grand État-Major dont les officiers, au nombre de 60 à l'époque de Moltke, sont considérés comme les plus compétents d'Europe.
Moltke fait réduire le budget accordé aux fortifications mais accorde une grande importance au télégraphe et au chemin de fer : il place sous tutelle militaire les Chemins de fer d'État de la Prusse ; le tracé des voies et l'aménagement des wagons sont destinés à faciliter le transport des troupes vers les frontières.

### Vers l'unité allemande

L'armée prussienne de 1870-1871
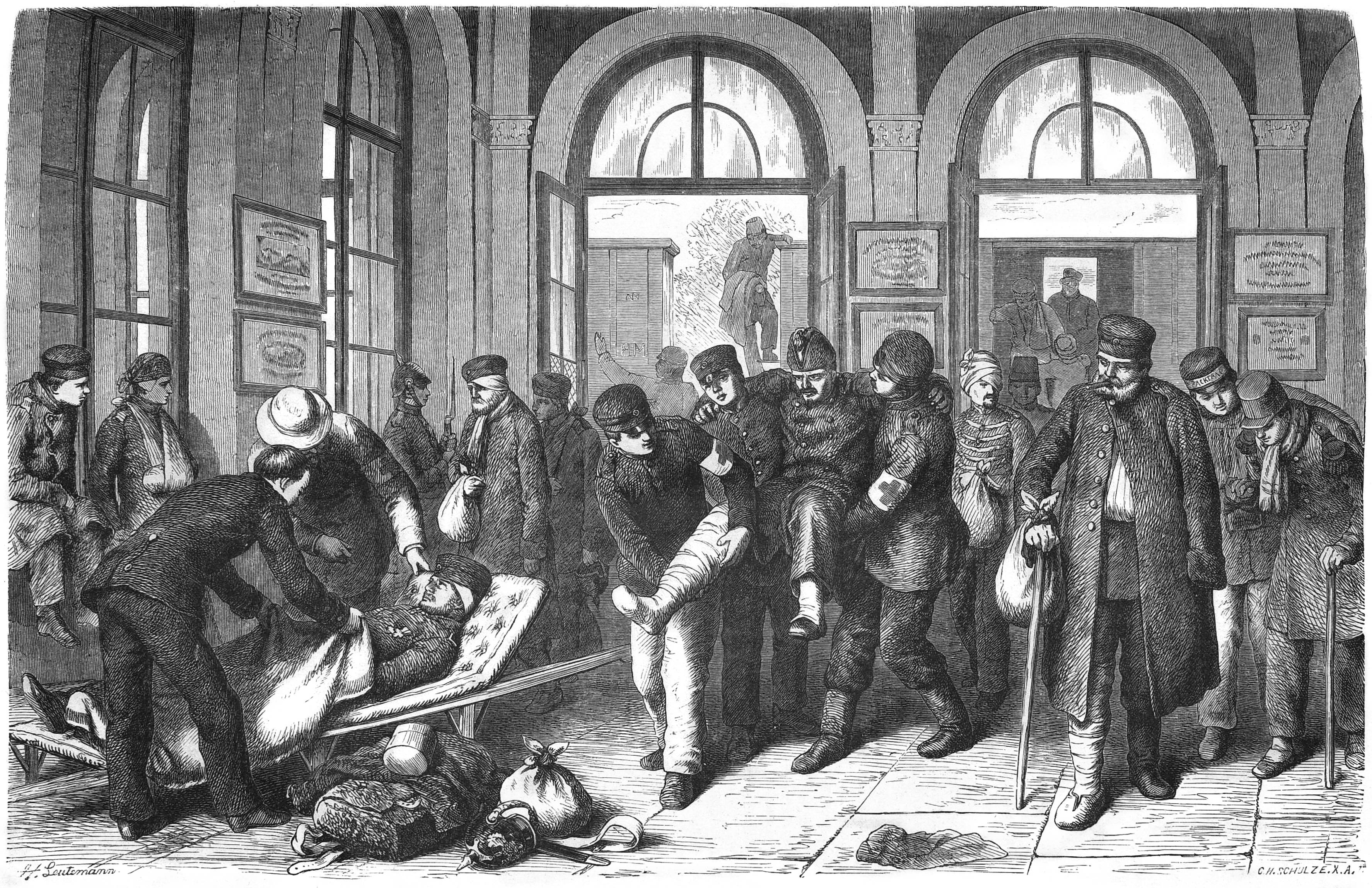
Hôpital de campagne prussien en 1870, Die Gartenlaube, 1870
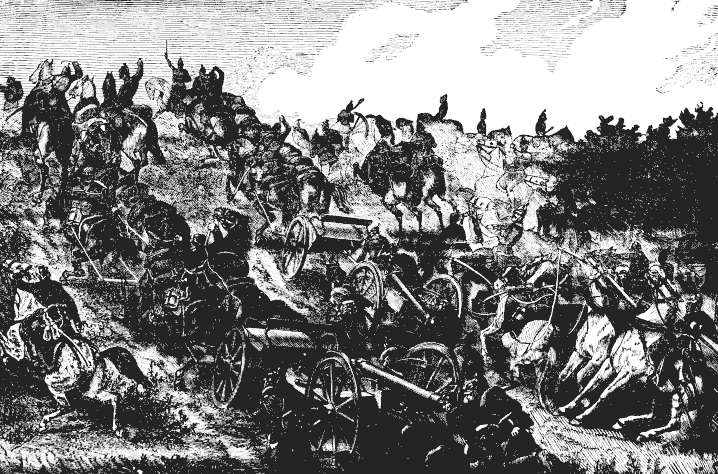
Artillerie prussienne de la guerre de 1870-1871, Edmund Ollier, Cassell's History of the War Between France and Germany, 1870-1871, 1894

Les forces prussiennes ainsi réorganisées battent le Danemark lors de la guerre des Duchés de 1864. La guerre austro-prussienne de 1866 assure définitivement l'hégémonie prussienne en Allemagne au point d'inquiéter la France de Napoléon III qui se lance imprudemment dans la guerre franco-allemande de 1870, les armées des principautés se rangeant sous le commandement prussien.
L'armée prussienne de 1870 est fondée sur le service militaire obligatoire : les conscrits servent 3 ans dans les troupes de ligne puis 4 ans dans la réserve et 5 ans dans la Landwehr, les officiers et sous-officiers étant les seuls militaires de métier ; les réservistes font 4 ou 5 périodes d'entraînement pour rafraîchir leur savoir-faire. En 1870, l'armée prussienne ne compte que 300 000 hommes en temps de paix, moins nombreux que leurs homologues français (400 000) qui sont souvent des vétérans, mais le rappel des réserves permet de rassembler une masse d'1,2 million d'hommes, le point faible venant des territoires récemment annexés par la Prusse où la réserve n'a pas le même niveau d'entraînement. Dès 1869, un militaire prussien peut dire à un collègue français : « Vous serez vainqueurs le matin mais la victoire sera à nous le soir grâce à nos réserves ». La Prusse a aussi l'avantage d'un taux élevé d'alphabétisation : les sous-officiers peuvent assurer l'essentiel de l'entraînement des recrues et même des simples soldats savent lire une carte.
La proclamation de l'Empire allemand entraîne l'intégration progressive des armées princières au sein de ce qui devient l'armée impériale allemande, les armées bavaroise, saxonne et wurtembergeoise conservant une certaine autonomie d'organisation.

## Galerie

Uniformes de l'armée prussienne de 1814 à 1914
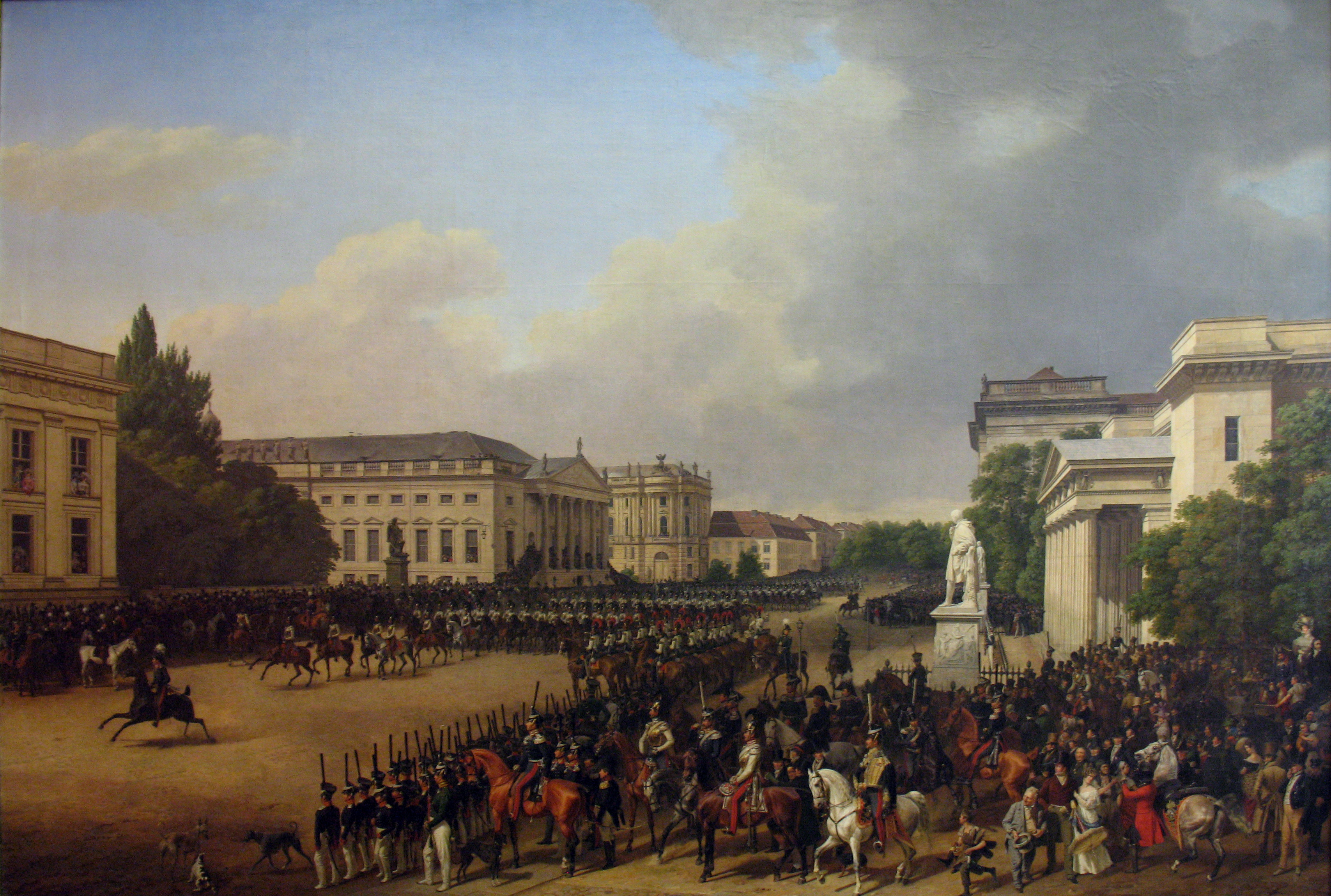
Parade de cavalerie sur la place de l'Opéra à Berlin, toile de Franz Krüger, 1824
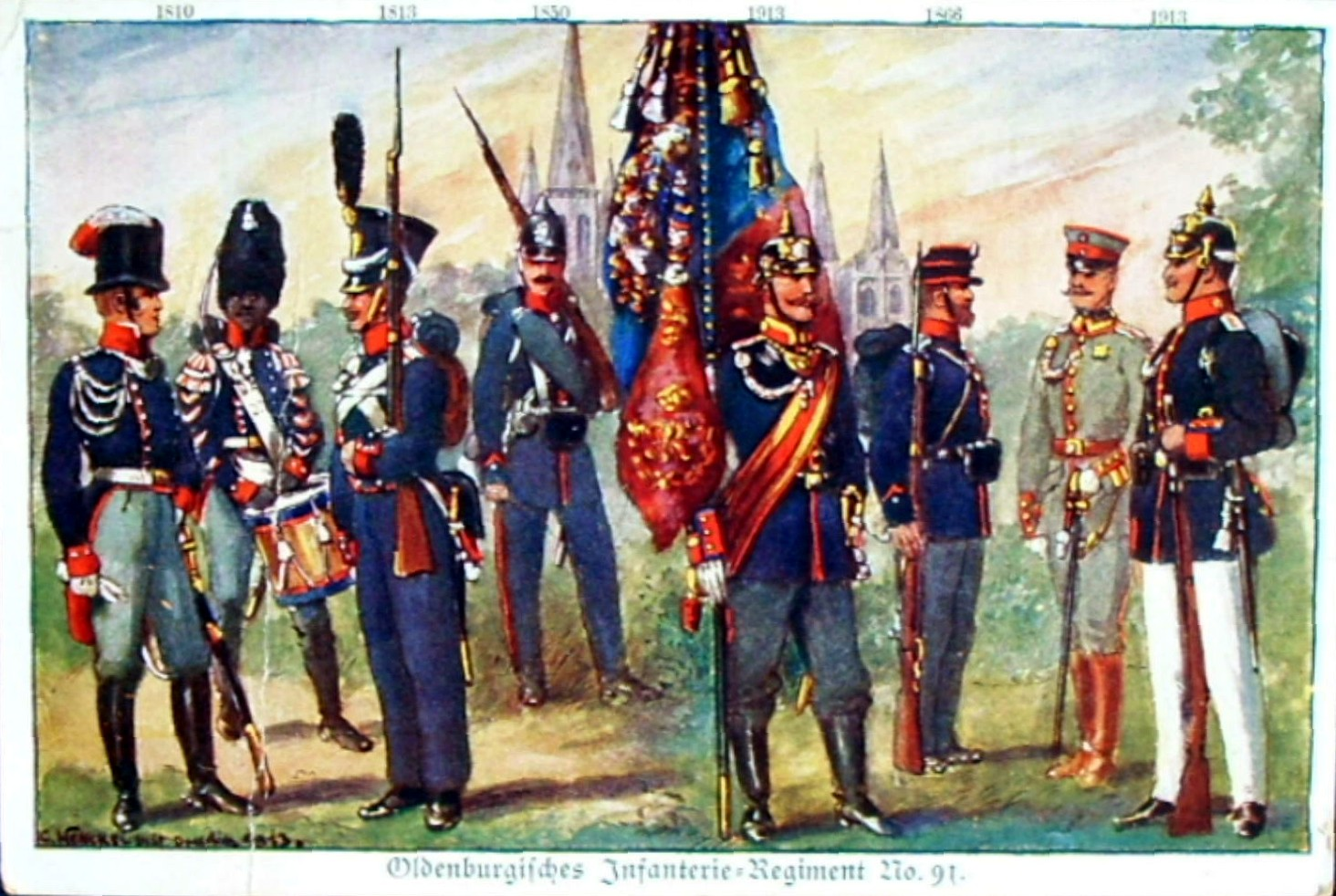
Uniformes du 91e régiment d'infanterie (de) d'Oldenbourg de 1814 à 1914
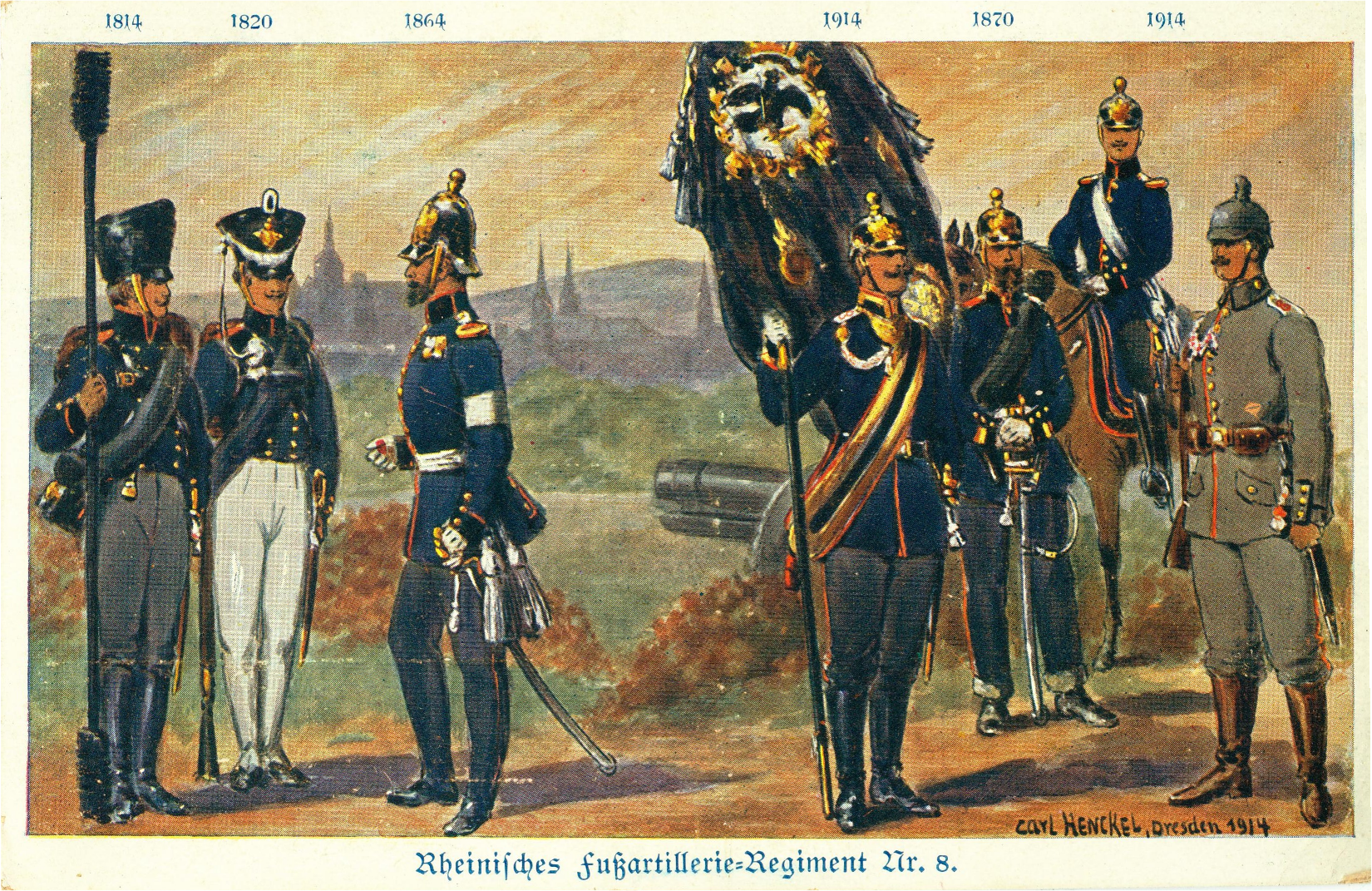
Uniformes du 8e régiment d'artillerie à pied de Rhénanie de 1814 à 1914